# Abens
Abens er er en lille flod i Oberbayern og Niederbayern i den tyskedelstat Bayern, og en af Donaus bifloder. Den har sit udspring nær landsbyen Abens i Freising og har en længde på 76 km. I den øvre del løber Abens forbi bakkelandskabet Hallertau. Den største biflod er Ilm, som oprindelig var en biflod til Donau, men som efter regulering blev en biflod til Abens i stedet. Abens løber gennem byerne Mainburg, Elsendorf, Siegenburg, Biburg, Abensberg og Bad Gögging. 
48°31′43″N 11°38′42″Ø / 48.5285°N 11.6449°Ø